# Heliographa acumicornis
Heliographa acumicornis är en tvåvingeart som beskrevs av Shinonaga och Adrian C. Pont 1988. Heliographa acumicornis ingår i släktet Heliographa och familjen husflugor. Inga underarter finns listade i Catalogue of Life.